# كلار (خلخال)
كلار هي قرية في مقاطعة خلخال، إيران. يقدر عدد سكانها بـ 19 نسمة بحسب إحصاء 2016.